# Sanna Martin (radioprogramledare)
Sanna Martin, född 28 maj 1958 i Stockholm, är en svensk programledare i radio. Hon är sedan 2008 programledare för programmet Vaken med P3 och P4 i Sveriges Radio. 
Tidigare arbetade hon bland annat på SR Malmö och Radio Stockholm.